# Tillandsia chontalensis
Tillandsia chontalensis är en gräsväxtart som beskrevs av John Gilbert Baker. Tillandsia chontalensis ingår i släktet Tillandsia och familjen Bromeliaceae. Inga underarter finns listade i Catalogue of Life.